# Agrarkredit
Der Agrarkredit ist ein zweckbestimmter Kredit, der zur Finanzierung der Liquidität oder von Investitionen in der Agrarwirtschaft dient.

## Allgemeines
Der Produktionsprozess ist in der Landwirtschaft von hoher Anlagenintensität geprägt, bedarf also dem starken Einsatz von Maschinen (Landmaschinen) und Geräten, die unter Umständen eine Fremdfinanzierung erfordern. Zudem ist bei der Agrarproduktion der Zeitraum zwischen Saat und Ernte finanziell zu überbrücken, da die Ausgaben für Saat anfallen, bevor Einnahmen aus der Ernte erzielt werden können. Als Kreditnehmer kommen in erster Linie Landwirte in Frage („Hofkredit“), darüber hinaus auch genossenschaftliche Warenzentralen, Mühlen oder Zuckerfabriken.

## Geschichte
Mit der Schaffung der Landschaften begann in Preußen im 18. Jahrhundert der Agrarkredit für Rittergutsbesitzer. Ihre Kreditgeber waren die Landschaften, die sich selbst durch Ausgabe von „landschaftlichen Pfandbriefen“ refinanzierten. König Friedrich II. erkannte im Juni 1770 als erste die Schlesische Landschaft an. Es handelte sich um eine Kreditanstalt, mit deren Hilfe die Rittergutsbesitzer zu 5 % verzinste Pfandbriefe ausgeben konnten. Ihr folgten im Juni 1777 das Kur- und Neumärkische Ritterschaftliche Kreditinstitut, danach die Landschaften in Pommern im März 1781, Westpreußen 1787 und Ostpreußen 1788. Nach deutschem Muster der „Landschaften“ entstand 1823 in Holland die Groningsche Landschaft.
Die zunehmende Mechanisierung in der Landwirtschaft erforderte einen höheren Kapitalbedarf, der zum Teil durch Fremdfinanzierung zu decken war. Die in der Industrialisierung finanzierenden Universalbanken waren jedoch mit den agrartypischen Eigenheiten dieser Kreditnehmer wenig vertraut. Einige Landeskreditanstalten befassten sich vornehmlich mit der Gewährung von Hypothekendarlehen an Landwirte. So entstand 1840 die Hannoversche Landeskreditanstalt, die den Bauern bei der Durchführung der hannoverschen Agrarreform von 1833 helfen sollte. Auch Landesbanken befassten sich teilweise mit Agrarkrediten. Es bildeten sich schließlich Spezialbanken, die sich als Agrarbanken („Bauernbanken“) auf die Finanzierung der Landwirtschaft konzentrierten. Hierzu gehörten die ländlichen Kreditgenossenschaften, die als Ergebnis einer Missernte im Jahre 1846 durch Friedrich Wilhelm Raiffeisen ins Leben gerufen wurden. Sie waren bald in fast allen Landgemeinden vertreten und entfalteten dort eine sehr nützliche Tätigkeit. Aus der 1908 gegründeten Kaliwerke Ummendorf-Eilsleben AG ging im Jahre 1921 die Bank für Landwirtschaft AG, Berlin, hervor, die ihrerseits 1935 die Deutsche Bauernbank übernahm.
Im Mai 1949 entstand die Landwirtschaftliche Rentenbank als Förderbank für Agrarwirtschaft und ländliche Entwicklung. Zwei noch heute bestehende Agrarkreditinstitute sind der Calenberger Kreditverein (1825) und das Ritterschaftliche Kreditinstitut Stade (1826).

## Kreditarten
Die Finanzierung der Liquidität geschieht durch kurzfristige Agrarkredite in Form von Kontokorrentkrediten für landwirtschaftliche Betriebsmittel, Roh-, Hilfs- und Betriebsstoffe. Die Finanzierung von Vieh erfolgt durch kurz- oder mittelfristige Kredite, die auch durch Sicherungsübereignung der Nutztiere gesichert werden kann, da Tiere rechtlich als bewegliche Sache gelten. Die Finanzierung von landwirtschaftlichen Maschinen und Baumaßnahmen erfolgt durch langfristige Investitionskredite, die meistens grundpfandrechtlich besichert sind und auch als landwirtschaftlicher Realkredit bezeichnet werden.

## Kreditsicherheiten
Verglichen mit Krediten in anderen Wirtschaftsbereichen, ergeben sich bei Agrarkrediten hinsichtlich der möglichen Kreditsicherheiten deutliche Unterschiede. Da Landwirtschaftsbetriebe in der Regel viel Grund- und Bodenbesitz haben, können daher die darauf befindlichen Gebäude sowie die Landflächen selbst als Kreditsicherheit verwendet werden.  
Der Beleihungswert der als Sicherheit angegebenen Grundstücksflächen, Gebäude und Maschinen kann alternativ durch die folgenden drei verschiedenen Rechenmodelle erfolgen:
1. Sachwertverfahren: Hier dient ein theoretischer Herstellungswert eines ähnlichen Wirtschaftsguts als Maßstab;
2. Vergleichswertverfahren: Der Beleihungswert wird anhand des Verkaufspreises eines gleichartigen Gutes bestimmt;
3. Ertragswertverfahren: Nach diesem Verfahren wird der Beleihungswert anhand des prognostizierten Ertrages festgelegt, der mit dem beliehenen Wirtschaftsgut erzielt wird.

Je nach vorliegender Sachlage greifen Banken auch auf eine Kombination dieser Verfahren zurück. Bei Ertrag bringender landwirtschaftlicher Nutzfläche eignet sich eher das Ertragswertverfahren, bei Gebäuden das Sachwertverfahren.  